# Hotel Books
Hotel Books ist ein Solo-Musikprojekt des US-amerikanischen Musikers Cameron Smith aus Porterville, Kalifornien.

## Geschichte
Der am 16. Februar 1993 im kalifornischen Porterville geborene Cameron „Cam“ Smith trat erstmals 2011 unter dem Pseudonym Hotel Books in Erscheinung, als er im Dezember die EP Call Me Human über das Independent-Label Dead Letters Collective veröffentlichte. Zwei Jahre darauf folgte die Veröffentlichung einer Kompilation unter dem Namen Everything We Could Have Done Differently, auf der frühere EPs neu eingespielt wurden. Außerdem findet sich auf dieser Kompilation eine 3-Song-Split-Veröffentlichung mit der Gruppe Endure. Der Grund für die Gründung des Musikprojektes war die Verarbeitung von persönlichen Problemen Smiths. Er litt unter Depressionen und einer Angststörung.
Das Projekt unterschrieb einen Plattenvertrag bei InVogue Records und veröffentlichte das Debütalbum I'm Almost Happy Here, But I Never Feel at Home am 1. Juli 2014 über die Plattenfirma. Es schaffte zwar nicht den Einstieg in den offiziellen Albumcharts in den USA, dafür aber in den Alternative New Artists und den Heatseekers Charts, welche ebenfalls durch das Musikmagazin Billboard ermittelt werden. Bei I'm Almost Happy Here, But I Never Feel at Home handelt es sich dabei nicht um ein richtiges Album, sondern um eine Doppel-EP, welche auf einer CD veröffentlicht wurde.
Am 7. April 2015 erschien das zweite Album Run Wild, Young Beauty. Smith veröffentlichte ein Buch mit sämtlichen Liedtexten vergangener Veröffentlichungen des Musikprojektes, welches bei InVogue Records bestellt oder zusammen mit dem Album vorbestellt werden konnte. Am 5. November 2015 gab Smith bekannt, mit Craig Owens und Nick Ingram das Studio zu beziehen und an einem neuen Album zu arbeiten, welches im Jahr 2016 erscheinen soll.
Smith tourte bereits durch die Vereinigten Staaten, Australien und Europa. Dabei trat er mit seiner Gruppe unter anderem für Bands wie Code Orange Kids, Being as an Ocean und sogar Whitechapel auf.

## Stil
Die Musik des Projektes ist schwer einer Musikrichtung zuzuordnen. Am ehesten kann man die Musik als eine Mischung aus Ambient, Post-Hardcore, Emo und Melodic Hardcore bezeichnen. Die Instrumente treten bei Hotel Books in den Hintergrund, um der Stimme von Cameron Smith ein Podium zu geben. Die Texte sowie der Gesang Smiths wird als poetisch beschrieben. Markant ist bei dem Projekt die Stimme von Cameron Smith, welcher größtenteils Sprechgesang im Stile des Spoken Word anwendet, was für die Musik sehr ungewöhnlich ist. In einem Interview mit Indie Vision Musik beschrieb er das Projekt als eine Opfergabe an Gott. Er sagte allerdings auch, dass es ihm nicht darum gehe nur „Musik für Christen“ zu veröffentlichen.

## Musiker
Auch wenn das Musikprojekt Cam Smith zugeschrieben wird, so sagte er in einem Interview mit Indie Vision Music, dass dieses ein gemeinsames Musikprojekt mit dem Gitarristen Kevin Glaudel ist.

## Diskografie
| Jahr | Titel                                                        | Label           | Billboard Christlich | US Indie | Billboard New Alternative | US Heat |
| ---- | ------------------------------------------------------------ | --------------- | -------------------- | -------- | ------------------------- | ------- |
| 2012 | Everything We Could Have Done Differently (demo compilation) | Independant     | -                    | -        | -                         | -       |
| 2014 | I'm Almost Happy Here, But I Never Feel at Home (double EP)  | InVogue Records | 9                    | -        | 20                        | 11      |
| 2015 | Run Wild, Young Beauty                                       | InVogue Records | -                    | 87       | 7                         | 29      |
| 2016 | Run Wild, Stay Alive                                         | InVogue Records | -                    | 12       | -                         | 9       |
| 2017 | Equivalency                                                  | InVogue Records | 7                    | 9        | -                         | 11      |
| 2019 | I'll Leave The Light On Just In Case                         | InVogue Records | -                    | -        | -                         | -       |
| 2019 | Equivalency II: Everything We Left Out                       | InVogue Records | -                    | -        | -                         | -       |